# Mincione Edizioni
La Mincione Edizioni è una casa editrice italiana fondata a Roma nel 2015 da Mariangela Mincione, con sede a Bruxelles.
Il catalogo si compone di cinque collane: Vita Vitae (biografica), Poesia, diretta da Sheila Concari, Narrativa, Entroterra (saggistica).
La casa editrice pubblica autori contemporanei e non, sia italiani che stranieri, come Fabio Bussotti, Stefano Rizzo, Giosuè Calaciura, Piero Sanavio, Alberto Improda, Sheila Concari, Luca Raffaelli, Emmanuelle Riva, Giorgio Manganelli, Hugues Rebell, Tea Tulić, Thilde Barboni, Jean Jauniaux, Laurent Demoulin.
Mincione Edizioni ha collaborato con l’Istituto del Garante dei Diritti dei detenuti del Lazio; l'editore ha inoltre dato vita all'iniziativa Libri in testa, presentata durante la fiera del libro di Roma Più libri più liberi nel 2013, progetto che ha poi proseguito con la casa editrice.
La Mincione Edizioni si avvale dal 2015 della collaborazione di diversi artisti contemporanei per la realizzazione delle copertine, nell'ambito del progetto Non si giudica un libro dalla copertina. Tra gli artisti che hanno partecipato: Laura Cionci, Saverio Todaro, Iginio De Luca, Alessandro Cannistrà, Maria Ángeles Vila Tortosa, Elena Bellantoni, Gianni Piacentini, Angelo Bellobono, Donatella Spaziani, Alice Schivardi.
Dal 2016 ha aderito al progetto alternanza scuola/lavoro promosso dal Ministero della Pubblica Istruzione, stipulando convenzioni con due licei statali di Roma: Bertrand Russell e Torquato Tasso.